# Шомат
Шомат (словен. Šomat) — поселення в общині Шентиль, Подравський регіон‎, Словенія.